# École autrichienne de Budapest
Pour les articles homonymes, voir École autrichienne (homonymie).
L'école autrichienne de Budapest est un lycée privé de second cycle situé dans le 12e arrondissement de Budapest en Hongrie et est la troisième école autrichienne à l'étranger (de). A proximité immédiate se trouve une autre école autrichienne à l'étranger, l'école européenne austro-hongroise de Budapest.

## Histoire
Partant d'un accord culturel entre l'Autriche et la Hongrie, il a été décidé de créer une école afin d'approfondir les relations de voisinage et culturelles. Conformément au souhait de la République populaire de Hongrie de l'époque, un lycée de niveau supérieur (Felső-reálgimnázium) a été construit à Tábor utca 2-4 selon le programme autrichien, l'offre d'apprentissage a en outre été élargie aux matières de grammaire et de littérature hongroises ainsi qu'à l'histoire hongroise.
L'enseignement a commencé en 1990 dans une villa avec 50 élèves et six enseignants, et le 20 mars 2002, l'école a déménagé dans un nouveau bâtiment.
L'école est gérée par la Fondation de l'école autrichienne de Budapest, dont les membres sont les ministères de l'éducation de la République d'Autriche et de la Hongrie, l'Autriche envoyant et payant les enseignants autrichiens subventionnés.
En raison de l'augmentation du nombre d'élèves, on s'est vu obligé de louer le rez-de-chaussée du lycée catholique Sankt Gellért Gymnasium à partir de 1998, afin d'y loger les élèves en surnombre. En 2000, on a commencé à construire le nouveau bâtiment de l'école actuelle au 39-45 Orbánhegyi út, d'après les plans de l'architecte d'Innsbruck Georg Driendl, qui a été inauguré le 20 février 2002. Le gymnase sert également de liaison entre les bâtiments de l'école autrichienne de Budapest et l'ancien bâtiment de l'école européenne austro-hongroise.

## Enseignement
La langue d'enseignement est l'allemand dans toutes les matières, qui comprennent : les sciences naturelles, les mathématiques, l'informatique, les arts plastiques, la géographie, l'histoire, la philosophie et la psychologie. L'enseignement en hongrois est obligatoire pour les matières suivantes : langue et littérature hongroises, hongrois comme langue étrangère.
L'école autrichienne de Budapest propose cinq options linguistiques :
- La première langue étrangère vivante, l'anglais, est une matière obligatoire.
- Le français ou le russe peuvent être choisis comme deuxième langue étrangère obligatoire.
- L'italien est proposé comme matière facultative supplémentaire pour les élèves.
- Les élèves dont la langue maternelle n'est pas le hongrois ou dont le niveau de langue hongrois n'est pas suffisant doivent choisir le hongrois comme langue étrangère.

La fin de l'école est sanctionnée par un baccalauréat autrichien et hongrois qui est reconnu dans toute l'UE et qui permet aux diplômés d'étudier dans l'UE.
Depuis 2011, Rail Cargo Hungaria (de) offre chaque année des bourses aux diplômés de l'école autrichienne de Budapest.

## Tarif
Les frais de scolarité mensuels pour l'année scolaire 2021/22 s'élèvent à 66.000 forints (185 euros).